# 神香草
神香草是屬於唇形科神香草屬的一種芳香植物，又名牛膝草、柳薄荷、海索草。唇形科，約15種，原產於歐洲南部、中海地區、中亞的乾旱沙地、中東及裏海的周邊地區。有1種見於俄羅斯伏爾加及頓河流域，中國有硬尖神香草（Hyssopus cuspidatus var. cuspidatus
Boriss.）及寬唇神香草（Hyssopus latilabiatus C.Y.Wu et H.W. Li）2種，均產新疆。植物體含有抗菌的成分，有止咳化痰的功效，常被拿來做為香草與藥用植物使用。

### 形態特徵
植株為灌木或是亞灌木，植株高度30至60公分。莖的基部木質化，枝條直立向上生長。葉深綠色，葉形為披針形，葉長2至2.5公分。.花色為粉紅色、藍色，稀為白色，花芳香。果實為瘦果，長橢圓形。

### 分佈地區
- 新疆北部。
- 亞洲中部。
- 西亞。
- 南歐。
- 北非。
- 印度。
- 伊朗。
- 小亞細亞。
- 西伯利亞。
- 克什米爾。
- 地中海沿岸。
- 阿爾泰山脈。

### 栽培
植株耐乾旱，可以生長在白堊質及砂質的土壤裏。在全日照陽光充足和氣候溫暖的地方生長較旺盛。
在最適合的氣候條件下，神香草一年可以收穫兩次，一次在春末，另外一次在秋初。最佳的採收時間是在植株正在開花的時候，採收時可以連花莖一起採下。
枝葉收割下來後，可以放在盤架上或是吊掛起來，放置於陰涼、乾燥及通風良好的地方使其乾燥。乾燥的過程中要避免直接曝曬在陽光下，以防止其變色與氧化，大約需要六天的時間就可以完全乾燥，乾品的重量只有鮮重的三分之一，乾燥完成後將枝葉切碎保存，大約可以保存十八個月左右。

### 用途

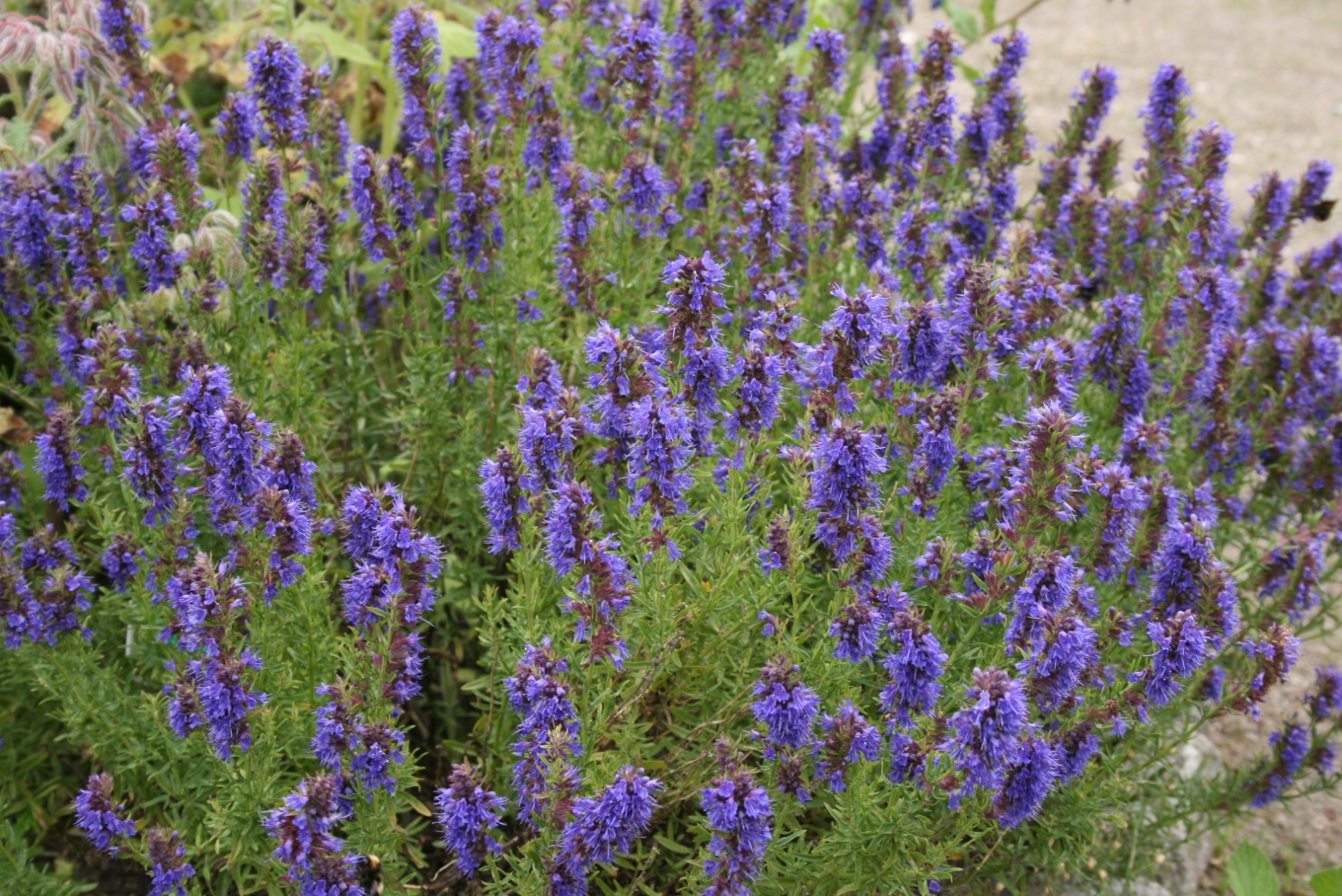
神香草

葉子有強烈的薄荷香味，可做香料使用，常用於烹調食物，因為葉內含有單寧，味道吃起來帶點輕微的苦味。也可以做為利口酒的添加物，以增加酒的風味，它是釀造夏多思利口酒（Chartreuse）的原料之一。使用蒸氣蒸餾的方式可以提取神香草精油。
神香草可以做為藥用植物使用，有止咳化痰、清热利湿的功效。维吾尔医用于治疗气管炎的咳嗽、气喘、感冒发热和风湿等。因為含有松樟酮和苯酚這兩種化學成分，因此也有防腐的效果，但是高濃度的松樟酮與其他化學物質會刺激中樞神經系統，服用過量時會引起癲癇反應。神香草也被用來製做眼藥水和漱口水。也有刺激消化系統幫助消化的作用。有時也被用來治療人類免疫缺陷病毒一型的輔助藥草。
。
促使呼吸道中黏液的排出，減輕充血的情形，調節血壓和消除氣體。外用則有助於傷口的痊癒。對於血液循環問題、癲癇、發燒、痛風和體重問題有益。用新鮮牛膝草的葉子製成糊劑，有助於刀傷的痊癒。
神香草可以做為蜜源植物，可以生產豐富和芳香的蜂蜜。也可用於一種殺菌滋養劑。可清淨解毒。刺激呼吸系統，對支氣管炎有益，因為它能清除肺部的充血。(注意：如果有癲癇或其他猝發症，不適合使用。)